# Neuenhauser Siefen
Der Neuenhauser Siefen ist ein ca. 450 m langer linker Nebenfluss der Wupper, die hier im Oberlauf Wipper genannt wird. Der Bach entspringt auf 375 m Höhe an der Nordflanke des Ellbergs östlich des Marienheider Ortsteils Reppinghausen. Es fließt in nördlicher Richtung über eine Freifläche talwärts, unterquert die Bahnstrecke Hagen–Dieringhausen und nimmt von rechts einen Zulauf auf, der sich aus dem Wassergraben eines Gewerbebetriebs speist und Wasser des Gervershagener Bachs abführt.
Bei Neuenhaus mündet der Neuenhauser Siefen auf 349 m Höhe in der Wupper.